# Cyphon reconditus
Cyphon reconditus es una especie de coleóptero de la familia Scirtidae.

## Distribución geográfica
Habita en Vietnam.